# Château de Rossla
Le château de Rossla (en allemand : Schloß Roßla) est un château allemand situé dans la Saxe-Anhalt à Roßla (Arrondissement de Mansfeld-Harz-du-Sud).

## Historique
Les comtes de Stolberg acquièrent le château fort de Rossla, qui appartenait aux comtes de Hohstein, en 1341. Le comte Botho zu Stolberg le fait reconstruire autour de 1420, entouré de douves qui seront comblées deux siècles plus tard.
Le château est entièrement reconstruit en 1766 et son aile orientale rebâtie en style néoclassique en 1826. Le château est construit selon un plan quadrangulaire avec une haute tour couronnée d'une lanterne-clocheton à flèche. Les princes zu Stolberg-Rossla sont expulsés de leurs terres et du château en 1945 qui sont nationalisés, ainsi que la précieuse bibliothèque de 30 000 volumes avec des milliers de feuillets d'époque reprenant les sermons de Luther.
Le parc à l'anglaise est planté d'essences rares. Les anciens communs et bâtiment de l'intendant sont situés à l'ouest et la chapelle de la Trinité au nord du parc, près du portail d'entrée.
Le château sert aujourd'hui de restaurant, de garderie d'enfants, de club du troisième âge, et de lieu où se réunissent les associations culturelles locales. Des salles peuvent être louées pour des mariages.

En 1943 un kommando annexe du camp de Dora, où sont fabriqués les V2, sera installé à Rossla avec une centaine de détenus. Ce kommando est essentiellement un dépôt de matériel.

## Source
- (de) Cet article est partiellement ou en totalité issu de l’article de Wikipédia en allemand intitulé « Schloss Rossla » (voir la liste des auteurs).